# Porcsinfélék
A porcsinfélék (Portulacaceae) a szegfűvirágúak (Caryophyllales) rendjének a rendszerezők körében általánosan elismert családja. 20 nemzetség kb. 500 faja alkotja, melyek között lágyszárúak és cserjék egyaránt találhatók. Kozmopolita elterjedésű, legtöbb faja Afrika, Ausztrália és Dél-Amerika félsivatagos területein található, de néhány faja északon egészen az Arktiszig felhúzódik. A család igen hasonlít a szegfűfélékhez (Caryophyllaceae), ám a csészét csak két csészelevél alkotja.
Az APG a valódi kétszikűeken belül a core eudicots kládba sorolja.
Ismertebb nemzetségei
- Calandrinia
- Calyptridium
- Cistanthe
- Claytonia
- Lewisia
- Montia
- Phemeranthus
- Portulaca
- Portulacaria
- Spraguea
- Talinum

A korábban ide sorolt Anacampseros, Grahamia és Talinopsis nemzetségeket az APG III-rendszerben már az Anacampserotaceae családban írják le.

## Lásd még
- Kövér porcsin (portuláka)
- Nagyvirágú porcsin ( kerti porcsin, porcsinrózsa)